# Berry (apellido)
El apellido Berry es de origen inglés y francés.

## Historia y orígenes

### Inglés
Se deriva de un nombre habitacional o topográfico, en última instancia de 'byrig', del inglés antiguo 'burh', que significa lugar fortificado. En el inglés antiguo tardío y el inglés medio temprano, denotaba una mansión fortificada, y el apellido se usaba así como un nombre profesional para alguien empleado en una mansión, o alguien que vivía cerca de una mansión. La palabra también vino para denotar una ciudad fortificada, y por lo tanto es un nombre habitacional de cualquiera de los lugares así llamados. El nombre viene a significar 'habitante en la colina'.

### Francés
El nombre también puede ser derivado del nombre regional francés para alguien de Berry, una antigua provincia del centro de Francia; La palabra deriva de un nombre personal galo 'Boirius'.

### Irlandés
Los irlandeses también han usado el nombre como una anglización del nombre gaélico O'Beargha. Las fechas del nombre se remontan al siglo XII, donde Gilbert de la Beri está registrado en archivos históricos.

### Judíos británicos
Cuando el rey Edward I de Inglaterra expulsó a los judíos de Inglaterra. Emigraron a países como Polonia que los protegían por ley. Una pequeña comunidad inglesa persistió en esconderse a pesar de la expulsión. En 1656, Oliver Cromwell dejó en claro que la prohibición del asentamiento judío en Inglaterra y Gales ya no se aplicaría, aunque cuando el rabino Manasseh Ben Israel presentó una petición para permitir el regreso de los judíos, la mayoría del Gobierno del Protectorado la rechazó. Gradualmente, los judíos regresaron a Inglaterra, primero visitando para el comercio, luego permanecieron períodos más largos y finalmente trajeron a sus familias.
Los judíos en lugares como Polonia e Inglaterra (aparte de un puñado de aislacionistas ultraortodoxos en lugares como Stamford Hill) generalmente abrazaron su integración en la cultura inglesa más amplia. Y a diferencia de sus homólogos estadounidenses, los judíos británicos anglicaban sus nombres y sus costumbres, iniciando movimientos juveniles como la Brigada de Damas Judías en emulación de los Scouts británicos.
Algunas de las primeras familias judías británicas que llegaron a EE. UU. Tenían "Berry" como apellido y los orígenes provienen del polaco (Ashkenazic) "Jagoda" es el ruso que significa "baya" o "berry" (en inglés). Como apellido judío, es uno de las variantes eslavas del nombre propio masculino bíblico hebreo Yehuda (en castellano, Júdah) Algunas otras variantes judías del apellido "Berry" son Perry, Berryman, Barry, etc.

### Estados Unidos de América
El nombre fue llevado a Estados Unidos por inmigrantes ingleses. Uno de los primeros antepasados en traer este nombre a Estados Unidos es el de James Berry, quien llegó a Estados Unidos a bordo del Marlborough; Se estableció en Savannah, Georgia.
Este nombre es el centésimo sexagésimo noveno apellido más común en América.